# Guzowatka (Wołomin)
Pour les articles homonymes, voir Guzowatka.

Guzowatka (prononciation : [ɡuzɔˈvatka]) est un village polonais de la gmina de Dąbrówka dans le powiat de Wołomin de la voïvodie de Mazovie dans le centre-est de la Pologne.
Il est situé à environ 5 kilomètres à l'ouest de Wołomin (siège de la gmina), 13 kilomètres au nord de Wołomin (siège du powiat) et 32 kilomètres au nord-est de Varsovie (capitale de la Pologne).
Le village possède une population de 393 habitants en 2001.

## Histoire
De 1975 à 1998, le village appartenait administrativement à la voïvodie d'Ostrołęka.